# Rio Balmez
O Rio Balmez é um rio da Romênia afluente do rio Cerna, localizado no distrito de Gorj.